# Le Fantôme de Laurent Terzieff
Pour plus de détails, voir Fiche technique et Distribution.
Le Fantôme de Laurent Terzieff est un film français réalisé par Jacques Richard et sorti en 2021.

## Synopsis
Portrait de Laurent Terzieff : « Au début de juillet 2010, Laurent Terzieff est mort. Et s'achevait une des plus brûlantes trajectoires théâtrales de la deuxième moitié du XXe siècle, marquée par la passion, l'exigence, l'intégrité morale et artistique. »

## Fiche technique
- Titre : Le Fantôme de Laurent Terzieff
- Réalisation : Jacques Richard
- Scénario : Jacques Richard
- Sociétés de production : Les Films de Chaillot - Théâtre du Lucernaire
- Société de distribution : Les Films de Chaillot
- Pays de production :  France
- Genre : documentaire
- Durée : 116 minutes
- Date de sortie : France - 16 juin 2021[2]